# Shunpei Utō
Shunpei Utō (jap. 鵜藤 俊平 Utō Shunpei; * 1. Dezember 1918 in Kakegawa; † 2010) war ein japanischer Schwimmer.
Utō war Teilnehmer an den Olympischen Spielen 1936 in Berlin. Dort gewann er über 400 m Freistil Silber und über 1500 m Freistil Bronze.